# Aedes metallicus
Aedes metallicus är en tvåvingeart som beskrevs av Edwards 1912. Aedes metallicus ingår i släktet Aedes och familjen stickmyggor. Inga underarter finns listade i Catalogue of Life.